# Franciszek z Fabriano
Franciszek z Fabriano OFM, wł. Francesco Venimbeni (ur. 1251 w Fabriano, zm. 22 kwietnia 1322 tamże) – włoski franciszkanin, kapłan, kaznodzieja, błogosławiony Kościoła katolickiego.

## Życiorys
Franciszek Venimbeni był synem lekarza Compagno i Małgorzaty di Federico. Urodził się w Fabriano w Marchii Ankońskiej w 1251. W 1267 wstąpił do założonego przez św. Franciszka z Asyżu Zakonu Braci Mniejszych. Odbywając nowicjat w swym rodzinnym Fabriano otrzymał pozwolenie na udanie się do Porcjunkuli w Asyżu, by zdobyć odpust z okazji święta Matki Bożej Anielskiej 2 sierpnia 1268. Z tej okazji miał spotkać się z jednym z pierwszych towarzyszy Poverella, bratem Leonem. Błogosławiony opisał swą pielgrzymkę w napisanej przez siebie w 1319 Cronica Fabrianensis.
Błogosławiony dwukrotnie pełnił urząd gwardiana klasztoru w Fabriano: w latach 1316 oraz 1318-1321. Dzięki otrzymanemu spadkowi wybudował w Fabriano bibliotekę. Przepowiedział swoją śmierć. Zmarł w Fabriano 22 kwietnia 1322. Kult uznał papież Pius VI 1 kwietnia 1775. Pozostawił po sobie manuskrypty kazań zebrane w dziełku Ars praedicantium. Inne dzieła błogosławionego to:
- Chronicon Fabrianense
- De veritate et excellentia indulgentiae S. Mariae de Portiuncula
- Opusculum de serie et gestis Ministrorum Generalium
- Tractatus de officio et dignitate Praelati et Sacerdotis Evangelici
- Laude (z okazji śmierci św. Bonawentury)

Urna z zabalsamowanym ciałem bł. Franciszka znajduje się w Kościele św. Katarzyny Aleksandryjskiej w Fabriano.